# DK Андромеды
DK Андромеды (лат. DK Andromedae) — двойная затменная переменная звезда типа W Большой Медведицы (EW) в созвездии Андромеды на расстоянии приблизительно 3211 световых лет (около 984 парсеков) от Солнца. Видимая звёздная величина звезды — от +13,1m до +12,5m. Орбитальный период — около 0,4892 суток (11,741 часов).

## Характеристики
Первый компонент — жёлто-белая звезда спектрального класса F2V. Радиус — около 1,84 солнечных, светимость — около 4,909 солнечных. Эффективная температура — около 6750 K.
Второй компонент — жёлто-белая звезда спектрального класса F2V. Эффективная температура — около 6445 K.